# AGEL Open 2022 - Qualificazioni singolare
Le qualificazioni del singolare femminile dell'AGEL Open 2022 sono state un torneo di tennis preliminare per accedere alla fase finale della manifestazione svolte dal 1º al 2 ottobre settembre 2022. Le vincitrici dell'ultimo turno sono entrate di diritto nel tabellone principale. In caso di ritiro di una o più giocatrici aventi diritto a queste sono subentrati le lucky loser, ossia le giocatrici che hanno perso nell'ultimo turno ma che avevano una classifica più alta rispetto alle altre partecipanti che avevano comunque perso nel turno finale.

## Teste di serie
1. Ajla Tomljanović (qualificata)
2. Bernarda Pera (qualificata)
3. Marta Kostjuk (ritirata)
4. Wang Xiyu (primo turno)
5. Dalma Gálfi (ultimo turno)
6. Tamara Korpatsch (ultimo turno)

1. Océane Dodin (primo turno)
2. Linda Nosková (primo turno)
3. Darija Snihur (primo turno)
4. Anna Karolína Schmiedlová (ultimo turno)
5. Anna Blinkova (qualificata)
6. Oksana Selechmet'eva (primo turno)

## Qualificate
1. Ajla Tomljanović
2. Bernarda Pera
3. Alycia Parks

1. Caty McNally
2. Eugenie Bouchard
3. Anna Blinkova

## Tabellone

### Legenda
| - Q = Qualificato - WC = Wild card - LL = Lucky loser | - ALT = Alternate - SE = Special Exempt - PR = Protected Ranking | - w/o = Walkover - r = Ritirato - d = Squalificato |

### Sezione 1
|  | Primo turno | Primo turno               | Primo turno               | Primo turno | Primo turno |  |  | Ultimo turno | Ultimo turno          | Ultimo turno          | Ultimo turno | Ultimo turno |  |
|  |             |                           |                           |             |             |  |  |              |                       |                       |              |              |  |
|  | 1           | Ajla Tomljanović          | Ajla Tomljanović          | 6           | 6           |  |  |              |                       |                       |              |              |  |
|  |             | Alexandra Cadanțu-Ignatik | Alexandra Cadanțu-Ignatik | 1           | 0           |  |  | 1            | Ajla Tomljanović      | Ajla Tomljanović      | 6            | 6            |  |
|  | PR          | Georgina García Pérez     | 4                         | 7           | 6           |  |  | PR           | Georgina García Pérez | Georgina García Pérez | 3            | 3            |  |
|  | 9           | Darija Snihur             | 6                         | 65          | 4           |  |  |              |                       |                       |              |              |  |

### Sezione 2
|  | Primo turno | Primo turno       | Primo turno       | Primo turno | Primo turno |  |  | Ultimo turno | Ultimo turno      | Ultimo turno | Ultimo turno | Ultimo turno |  |
|  |             |                   |                   |             |             |  |  |              |                   |              |              |              |  |
|  | 2           | Bernarda Pera     | Bernarda Pera     | 6           | 6           |  |  |              |                   |              |              |              |  |
|  | WC          | Barbora Palicová  | Barbora Palicová  | 1           | 3           |  |  | 2            | Bernarda Pera     | 6            | 3            | 6            |  |
|  | WC          | Nikola Bartůňková | Nikola Bartůňková | 6           | 7           |  |  | WC           | Nikola Bartůňková | 0            | 6            | 2            |  |
|  | 8           | Linda Nosková     | Linda Nosková     | 3           | 5           |  |  |              |                   |              |              |              |  |

### Sezione 3
|  | Primo turno | Primo turno          | Primo turno          | Primo turno | Primo turno |  |  | Ultimo turno | Ultimo turno       | Ultimo turno       | Ultimo turno | Ultimo turno |  |
|  |             |                      |                      |             |             |  |  |              |                    |                    |              |              |  |
|  | Alt         | Anna-Lena Friedsam   | Anna-Lena Friedsam   | 6           | 6           |  |  |              |                    |                    |              |              |  |
|  |             | Anastasija Zacharova | Anastasija Zacharova | 1           | 4           |  |  | Alt          | Anna-Lena Friedsam | Anna-Lena Friedsam | 4            | 64           |  |
|  |             | Alycia Parks         | Alycia Parks         | 6           | 6           |  |  |              | Alycia Parks       | Alycia Parks       | 6            | 7            |  |
|  | 12          | Oksana Selechmet'eva | Oksana Selechmet'eva | 4           | 1           |  |  |              |                    |                    |              |              |  |

### Sezione 4
|  | Primo turno | Primo turno               | Primo turno  | Primo turno | Primo turno |  |  | Ultimo turno | Ultimo turno              | Ultimo turno              | Ultimo turno | Ultimo turno |  |
|  |             |                           |              |             |             |  |  |              |                           |                           |              |              |  |
|  | 4           | Wang Xiyu                 | Wang Xiyu    | 3           | 3           |  |  |              |                           |                           |              |              |  |
|  |             | Caty McNally              | Caty McNally | 6           | 6           |  |  |              | Caty McNally              | Caty McNally              | 6            | 6            |  |
|  | WC          | Tereza Valentová          | 6            | 3           | 1           |  |  | 10           | Anna Karolína Schmiedlová | Anna Karolína Schmiedlová | 4            | 1            |  |
|  | 10          | Anna Karolína Schmiedlová | 3            | 6           | 6           |  |  |              |                           |                           |              |              |  |

### Sezione 5
|  | Primo turno | Primo turno      | Primo turno      | Primo turno | Primo turno |  |  | Ultimo turno | Ultimo turno     | Ultimo turno     | Ultimo turno | Ultimo turno |  |
|  |             |                  |                  |             |             |  |  |              |                  |                  |              |              |  |
|  | 5           | Dalma Gálfi      | Dalma Gálfi      | 7           | 6           |  |  |              |                  |                  |              |              |  |
|  | WC          | Lucie Havlíčková | Lucie Havlíčková | 63          | 3           |  |  | 5            | Dalma Gálfi      | Dalma Gálfi      | 3            | 2            |  |
|  | PR          | Eugenie Bouchard | 6                | 4           | 6           |  |  | PR           | Eugenie Bouchard | Eugenie Bouchard | 6            | 6            |  |
|  | 7           | Océane Dodin     | 2                | 6           | 3           |  |  |              |                  |                  |              |              |  |

### Sezione 6
|  | Primo turno | Primo turno      | Primo turno      | Primo turno | Primo turno |  |  | Ultimo turno | Ultimo turno     | Ultimo turno     | Ultimo turno | Ultimo turno |  |
|  |             |                  |                  |             |             |  |  |              |                  |                  |              |              |  |
|  | 6           | Tamara Korpatsch | Tamara Korpatsch | 6           | 6           |  |  |              |                  |                  |              |              |  |
|  |             | Gabriela Lee     | Gabriela Lee     | 3           | 2           |  |  | 6            | Tamara Korpatsch | Tamara Korpatsch | 0            | 4            |  |
|  |             | Jessika Ponchet  | Jessika Ponchet  | 4           | 4           |  |  | 11           | Anna Blinkova    | Anna Blinkova    | 6            | 6            |  |
|  | 11          | Anna Blinkova    | Anna Blinkova    | 6           | 6           |  |  |              |                  |                  |              |              |  |